# ダンス・ウィズ・デス/Tバック・ストリッパー連続猟奇殺人事件
『ダンス・ウィズ・デス/Tバック・ストリッパー連続猟奇殺人事件』（原題：Dance with Death）は、1992年公開のアメリカのエロティック・スリラー映画。

## 概要
バーバラ・アリン・ウッズとマックスウェル・コールフィールドが出演した、この映画は、ロジャー・コーマンが率いるコンコルド・ピクチャーズが1987年に製作した『ストリッパー殺人事件』をリメイクした映画であり、注目すべきは、リサ・クドローの初期の演技である。

## あらすじ
ロサンゼルス新聞の記者であるケリーは、Bottoms Upというクラブでストリッパーたちが無残な殺され方をしている連続殺人事件が起きていることを知る。編集者で元彼のホッパーに勧められ、アマチュア・ナイトのコンテストで優勝してクラブに潜入したケリーは、他の従業員、特に鼻持ちならないオーナーのアートや常に不幸そうな顔をしているDJのダーモット、そして気まぐれなダンサーのジョディと知り合うことになる。さらに、常連客のショーネシーが殺人事件を捜査する潜入捜査官であることを知るが、やがて彼の方から、彼女の正体が記者であることを知り、コンビを組んで捜査にあたることを持ちかけられる。クラブで働き続けるうちに、彼女はこの殺人事件の容疑者たちの存在に気づき始める。ランジェリーに固執する内気な常連客のヘンリー、死んだ女性のひとりとつながりのあるアート、そして、アトランタで起きた同様のストリッパー殺人事件を担当し、警察の取り調べを受けていたホッパーまで、次々と容疑者が浮かび上がる中、情報を共有するうちに、ケリーとショーネシーは互いに惹かれ合うようになる。
ショーネシーと一夜を共にしたケリーが、前日の夜、出勤してこなかったジョディの家に様子を見に行くと、彼女が殺害されているのを発見する。一方、ヘンリーを尾行して彼がいつも訪れる公園に向かったショーネシーは、彼と対峙するが、応援の警官により彼が射殺されてしまう。その夜、クラブでのパフォーマンスを終えたケリーはアートの事務所から物音を聞き、彼の死体を発見する。すぐさま現れたホッパーが彼女を抑えつけ、彼と他のダンサーとの脅迫をめぐるトラブルで、誤ってアートを殺してしまったと言い張る。ホッパーから逃れた彼女は、ショーネシーに助けられ、彼はホッパーを射殺した。最初は安心していたが、彼に抱かれるうちに、彼の指輪の石がないことに気づく。さらに、ジョディの手の中に石があったことを思い出し、ショーネシーが犯人であることに気づく。 彼女は彼から逃げ、隣の倉庫へと向かうが、追い詰められてしまう。何度殺しても立ち上がる彼に、彼女はついにガソリンを使った罠を仕掛け、火をつける。
その後、新聞社でケリーは、この殺人事件についての顛末を記事にすることに決め、「Dance with Death」とタイプし始める。

## キャスト
- ショーネシー - マックスウェル・コールフィールド
- ケリー - バーバラ・アリン・ウッズ
- アート - マーティン・マル
- ジョディ - Catya Sassoon
- Whitney - Tracey Burch
- ローラ - Jill Pierce
- サニー - Alretha Baker
- ヘンリー - Michael McDonald
- ホッパー - Drew Snyder
- Millie - リサ・クドロー
- ストリッパー - マリア・フォード (ノンクレジット)

## 製作
1987年に、本作の原案となる映画『ストリッパー殺人事件』のストーリーを、夫と共同で書いたKatt Sheaは、後にこう振り返っている。
ただ、私はお金をもらっていないの。変な話でしょ。私の『Stripped to Kill』の脚本をおおもとにして、R・コーマンが再利用し、作り直した結果、とてもひどい映画ができたのにね。これは私の意見ですが、あの映画はよくできているとは思えません。R・コーマンがそういうことをするのは好きではありません。ロジャーは大好きですが、あれは好きになれませんでした。